# Doddasanjevegowdanapalya, Koratagere
Doddasanjevegowdanapalya là một làng thuộc tehsil Koratagere, huyện Tumkur, bang Karnataka, Ấn Độ.